# Joonas Tamm
Joonas Tamm, född 2 februari 1992 i Tallinn är en estländsk fotbollsspelare. Hans moderklubb är JK Viljandi Tulevik.

## Karriär
I januari 2020 värvades Tamm av ukrainska Desna Tjernihiv, där han skrev på ett 1,5-årskontrakt med option på ytterligare ett år.